# ゆに
Template:「エル・ユニコーン」および「夢虹」時代
夢虹（ゆに、2008年2月8日 - ）は、日本の男性プロレスラー。DDTプロレスリング所属。大阪府大阪市福島区出身。身長160cm、体重53kg。血液型A型。

## 経歴
- 2016年
  - 8月28日、両国国技館大会にて高木三四郎に呼び込まれ、12月デビューを目指す事が発表される。
  - 12月4日、大阪府立体育会館にて、vs大石真翔＆勝俣瞬馬＆MAO戦でデビュー（パートナーはヤス・ウラノ＆入江茂弘）。

- 2017年

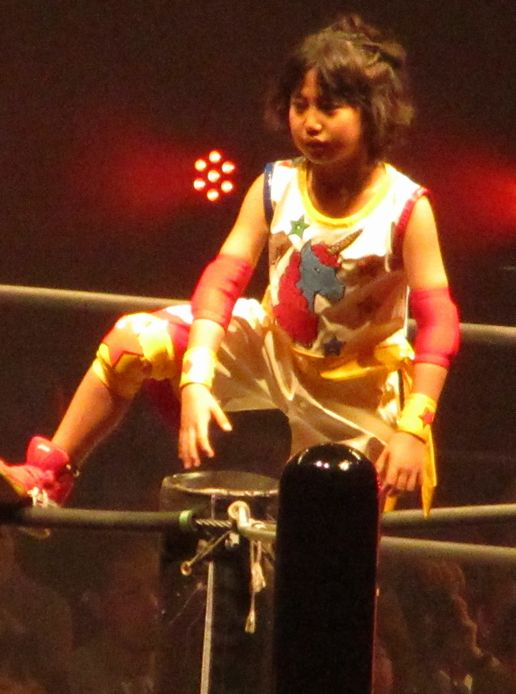
ゆに（2016年）

  - 9月24日、後楽園ホール大会にて自身初タイトルとなるアイアンマンヘビーメタル級王座を平田一喜から獲得するも直後に大石真翔に敗北し陥落。
- 2018年
  - 3月11日、大阪大会にて初路上マッチ（カードは高尾蒼馬＆MAO＆島谷常寛＆中邑珍輔 vs 高木三四郎＆大鷲透＆アントーニオ本多＆ゆに）。また、同大会の終了後に平田からアイアンマンヘビーメタル級王座を奪取するも直後に大石の金的攻撃からの丸め込みで敗北し陥落。
- 2020年
  - 東京の中学校に通うため、家族と引っ越す。レスラー活動を休業し、勉学と両立するため、一時練習生として活動。
- 2021年
  - DDT10代プロジェクトに参加。高木の意向でマスクを着用し「エル・ユニコーン」のリングネームで8月21日の富士通スタジアム川崎大会でデビュー。
- 2022年
  - 10月1日、東京、池袋大会をもって高校受験のため休業。
- 2023年
  - 3月21日の後楽園ホール大会で高校進学を機に10代プロジェクトを卒業。試合後にマスクを脱ぎ「夢虹」に改名してDDTに再デビュー。

## 得意技
- フェニックス・スプラッシュ
- ムーンサルト・プレス
- スカイツイスタープレス
- ウラカン・ラナ
- ドロップキック

## タイトル歴
DDTプロレスリング
- アイアンマンヘビーメタル級王座（第1278代、第1295代、第1312代、第1409代、第1470代、第1682代、第1689代）
- KO-D6人タッグ王座
  - (第57代:パートナーは、勝俣瞬馬&須見和馬)

## 入場テーマ曲
- Red Hot／ELLEGARDEN
  - ゆに及び夢虹名義でのテーマ曲。
- エル・ユニコーンのテーマ
  - エル・ユニコーン名義でのテーマ曲。

## 人物・エピソード
- 飯伏幸太の試合を見て「カッコよく、いっぱい飛べるプロレスラーになりたい」と売店に立っていた高木三四郎大社長に母と共に直談判し入門テストを受けたところ、DDTの現在の入門テストの基準を全てクリア[1]。
- 春休み、夏休みなどの長期休暇には東京に、DDTが大阪で大会を行うときには会場に行ってDDTの選手に稽古をつけてもらい、自宅ではダッフィーのぬいぐるみや兄を相手にプロレスを行うなどのトレーニングを重ねている[2]。
- 初めて見たプロレス団体はプロレスリング紫焔[3]。
- 母親は元大阪パフォーマンスドールの松本淳子[4]。